# Мужская сборная Ливана по баскетболу 3×3
Мужская сборная Ливана по баскетболу 3×3 представляет Ливан на международных соревнованиях по баскетболу 3×3. Управляющим органом является Федерация баскетбола Ливана.
По состоянию на 30 августа 2024, мужская сборная Ливана по баскетболу 3×3 занимает 71-е место в мировом рейтинге ФИБА мужских сборных по баскетболу 3×3.

## Результаты выступлений
| Турнир                           | Золото | Серебро | Бронза | Всего |
| -------------------------------- | ------ | ------- | ------ | ----- |
| Чемпионат мира по баскетболу 3×3 | —      | —       | —      | —     |
| Чемпионат Азии                   | —      | —       | —      | —     |
| Итого                            | —      | —       | —      | —     |

### Чемпионат мира по баскетболу 3x3
| Год        | Место          | Игры           | Победы         | Поражения      | Состав команды                                             |
| ---------- | -------------- | -------------- | -------------- | -------------- | ---------------------------------------------------------- |
| Афины 2012 | 21             | 5              | 1              | 4              | Ribal Bechara, Jad Kabbara, Richard Abifaris, Gilbert Nasr |
| 2014—н. в. | не участвовали | не участвовали | не участвовали | не участвовали | не участвовали                                             |

### Чемпионат Азии по баскетболу 3x3
| Год        | Место          | Игры           | Победы         | Поражения      | Состав команды                                              |
| ---------- | -------------- | -------------- | -------------- | -------------- | ----------------------------------------------------------- |
| Доха 2013  | 9              | 3              | 1              | 2              | Alaa Eddin Arnaout, Rabih Dib, Pierre Njeim, Tanious Serhan |
| 2017—н. в. | не участвовали | не участвовали | не участвовали | не участвовали | не участвовали                                              |